# Canoagem nos Jogos Pan-Americanos de 2011 - K-2 500 m feminino
A competição do K-2 500 metros feminino foi um dos eventos da canoagem nos Jogos Pan-Americanos de 2011. Foi disputada na Pista de Remo e Canoagem, em Ciudad Guzmán, nos dias 28 e 29 de outubro.

## Calendário
Horário local (UTC-6).
| Data          | Horário | Fase          |
| ------------- | ------- | ------------- |
| 28 de outubro | 9:00    | Eliminatórias |
| 28 de outubro | 10:30   | Semifinal     |
| 29 de outubro | 9:00    | Final         |

## Medalhistas
| Ouro   | CUB Dayexi Gandarela e Yulitza Meneses      |
| Prata  | ARG Sabrina Ameghino e Alexandra Keresztesi |
| Bronze | USA Margaret Hogan e Kaitlyn McElroy        |

## Resultados

### Eliminatórias
As três melhores em cada bateria se classificaram diretamente para a final e as restantes disputaram a semifinal.
Bateria 1
| Pos. | Canoísta                           | País          | Tempo    | Obs. |
| ---- | ---------------------------------- | ------------- | -------- | ---- |
| 1    | Dayexi Gandarela, Yulitza Meneses  | CUB Cuba      | 1:49.502 | QF   |
| 2    | Kathleen Fraser, Kristin Gauthier  | CAN Canadá    | 1:50.059 | QF   |
| 3    | Karina Alanis, Maricela Montemayor | MEX México    | 1:51.793 | QF   |
| 4    | Angélica Jiménez, Zulmarys Sánchez | VEN Venezuela | 1:54.533 | QS   |
| 5    | Ysumy Orellana, Fabiola Zamorano   | CHI Chile     | 1:56.389 | QS   |

Bateria 2
| Pos. | Canoísta                               | País               | Tempo    | Obs. |
| ---- | -------------------------------------- | ------------------ | -------- | ---- |
| 1    | Margaret Hogan, Kaitlyn McElroy        | USA Estados Unidos | 1:49.517 | QF   |
| 2    | Sabrina Ameghino, Alexandra Keresztesi | ARG Argentina      | 1:49.859 | QF   |
| 3    | Naiane Pereira, Ana Paula Vergutz      | BRA Brasil         | 1:53.948 | QF   |
| 4    | Aura Escamilla, Ruth Pita              | COL Colômbia       | 1:54.439 | QS   |
| 5    | Lissette Espinoza, Stefanie Perdomo    | ECU Equador        | 2:07.535 | QS   |

### Semifinal
As três primeiras colocadas se classificaram para a final.
| Pos. | Canoísta                            | País          | Tempo    | Obs. |
| ---- | ----------------------------------- | ------------- | -------- | ---- |
| 1    | Angélica Jiménez, Zulmarys Sánchez  | VEN Venezuela | 1:52.848 | QF   |
| 2    | Ysumy Orellana, Fabiola Zamorano    | CHI Chile     | 1:54.278 | QF   |
| 3    | Aura Escamilla, Ruth Pita           | COL Colômbia  | 1:56.173 | QF   |
| 4    | Lissette Espinoza, Stefanie Perdomo | ECU Equador   | 1:58.879 |      |

### Final
| Pos.              | Canoísta                               | País               | Tempo    | Obs. |
| ----------------- | -------------------------------------- | ------------------ | -------- | ---- |
| Medalha de ouro   | Dayexi Gandarela, Yulitza Meneses      | CUB Cuba           | 1:47.332 |      |
| Medalha de prata  | Sabrina Ameghino, Alexandra Keresztesi | ARG Argentina      | 1:48.005 |      |
| Medalha de bronze | Margaret Hogan, Kaitlyn McElroy        | USA Estados Unidos | 1:48.718 |      |
| 4                 | Karina Alanis, Maricela Montemayor     | MEX México         | 1:49.620 |      |
| 5                 | Kathleen Fraser, Kristin Gauthier      | CAN Canadá         | 1:49.638 |      |
| 6                 | Naiane Pereira, Ana Paula Vergutz      | BRA Brasil         | 1:53.114 |      |
| 7                 | Angélica Jiménez, Zulmarys Sánchez     | VEN Venezuela      | 1:54.330 |      |
| 8                 | Ysumy Orellana, Fabiola Zamorano       | CHI Chile          | 1:54.479 |      |
| 9                 | Aura Escamilla, Ruth Pita              | COL Colômbia       | 1:54.985 |      |